# Колосов, Михаил Дмитриевич
Михаи́л Дми́триевич Ко́лосов (1918 — 2000) — лейтенант Советской Армии, участник Великой Отечественной войны, Герой Советского Союза (1945).

## Биография
Михаил Колосов родился 1 октября 1918 года в деревне Кудрино (ныне — Астраханская область) в семье рыбака. Русский. После окончания семи классов поступил в кооперативный техникум, работал продавцом в рыбном кооперативе. В 1939 году Колосов был призван на службу в Рабоче-крестьянскую Красную Армию. С апреля 1942 года — на фронтах Великой Отечественной войны. К декабрю 1944 года лейтенант Михаил Колосов командовал кабельным взводом 492-го отдельного батальона связи 37-го стрелкового корпуса 46-й армии 2-го Украинского фронта. Отличился во время форсирования Дуная.
В ночь с 4 на 5 декабря 1944 года Колосов одним из первых переправился через Дунай. Оставив часть бойцов своего взвода прокладывать кабель, он с остальными принял участие в захвате плацдарма, подавив огонь вражеского пулемёта. В боях Колосов обеспечивал бесперебойную связь, несмотря на непрерывный огонь и постоянные авианалёты, был контужен, но продолжал сражаться, и лишь после второй контузии был вынужден эвакуироваться на другой берег реки.
Указом Президиума Верховного Совета СССР от 24 марта 1945 года за «образцовое выполнение боевого задания» лейтенант Михаил Колосов был удостоен высокого звания Героя Советского Союза с вручением ордена Ленина и медали «Золотая Звезда» за номером 7474.
В феврале 1945 года Колосов был тяжело ранен под Будапештом. В 1946 году он был уволен в запас. Вернулся на родину, работал директором универмага, затем овощехранилища.
Скончался 12 мая 2000 года, похоронен в посёлке Володарский Астраханской области.
Был также награждён орденом Отечественной войны 1-й степени, двумя орденами Отечественной войны 2-й степени, орденом Красной Звезды, рядом медалей.